# 김성민 (모델)
김성민(1991년 2월 18일~)은 대한민국의 배우 겸 CF 모델이다.
신장은 174cm인 그는, 1994년 CF 광고 모델로 첫 데뷔하였으며, 이듬해 1995년 MBC 문화방송 드라마 《짝》의 단역을 통하여 아역 연기자로 첫 데뷔하였다. 이후 1996년 한국방송공사 드라마 《슈팅》에서 유년기 김영웅 역으로 출연하였고 1998년에는 여성 아역 연기자 김성은이 출연한 SBS 서울방송 시트콤 《순풍산부인과》에서 김의찬 역을 맡았으며, 2000년에는 여성 아역 연기자 전성초가 출연한 한국방송공사 어린이 드라마 《요정 컴미》에 출연하였고, 2002년 《태양인 이제마》에 아역 출연하였다. 1994년 데뷔한 이후 최근까지 간간이 활동을 이어오고 있다.
2020년 11월 7일 결혼하였다.

## 출연작

### 텔레비전 드라마
| 연도 | 방송사 | 제목                 | 역할        | 비고 |
| ---- | ------ | -------------------- | ----------- | ---- |
| 1995 | MBC    | 짝                   | 박영민      |      |
| 1996 | KBS2   | 슈팅                 | 어린 김영웅 |      |
| 1997 | SBS    | 꿈의 궁전            |             |      |
| 1997 | SBS    | 여자                 |             |      |
| 1997 | MBC    | 전원일기             | 조대원      |      |
| 1997 | KBS2   | 프로포즈             | 어린 백민석 |      |
| 1998 | SBS    | 순풍산부인과         | 김의찬      |      |
| 1998 | KBS2   | 전설의 고향 - 묘곡성 | 석이        |      |
| 1998 | MBC    | 여자 대 여자         | 어린 황예관 |      |
| 1999 | MBC    | 아름다운 선택        |             |      |
| 2000 | KBS2   | 요정 컴미            | 오명태      |      |
| 2002 | KBS2   | 태양인 이제마        | 이제준      |      |
| 2002 | KBS1   | 대추나무 사랑걸렸네  | 이철웅      |      |
| 2013 | tvN    | 감자별 2013QR3       | 김의찬      |      |
| 2018 | TV조선 | 너의 등짝에 스매싱   | 김성민      |      |

### 연극
- 2002년 《장보고 장군과 해상 제국》 ... 왕태자 김안 역(조연)
- 2003년 《이괄과 흥안군》 ... 원자 이왕 역(단역)
- 2003년 《세종대왕》 ... 영응대군 이염 역(조연)

## 광고
- 1998년 농심 조청유과
- 1999년 웅진씽크빅
- 1999년 기아 카렌스
- 1999년 크라운제과 롱스
- 2000년 대웅제약 헤모큐
- 2001년 아모스 글라스데코

## 학력
- 서울신도림초등학교 졸업(2003년)
- 신도림중학교 졸업(2006년)
- 마포고등학교(前) → 구로고등학교 졸업(2009년)
- 수원대학교 연극영화학과 학사(2018년 - 2009학번)

## 수상
- 1998년 SBS 연기대상 아역상